# The Toxic Avenger (serie di film)

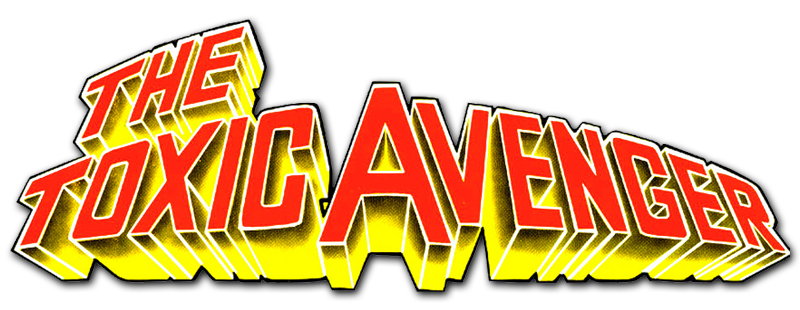
Il logo ufficiale del franchise.

The Toxic Avenger (tradotto in italiano Il vendicatore tossico) è una serie cinematografica statunitense, di genere horror-splatter misto alla commedia-demenziale e alla fantascienza. La serie è prodotta dalla Troma, casa di produzione e distribuzione cinematografica indipendente statunitense, fondata da Lloyd Kaufman e Michael Herz nel 1974.
La serie verte intorno alla vita di Melvin Ferd, un timido ragazzo impacciato che lavora presso la palestra Health Club, nella città immaginaria di Tromaville. Preso spesso di mira dai ragazzi e dalle ragazze che frequentano la palestra, un giorno Melvin viene accidentalmente a contatto con dei rifiuti tossici, che sostavano sotto la finestra da cui è caduto in seguito ad una burla da parte dei giovani della palestra. Il contatto coi rifiuti tossici trasformerà Melvin in un orribile creatura mostruosa e malformata, che gli donerà una forza sovraumana che userà per proteggere gli innocenti del posto, contro le falde criminali della città di Tromaville.
Il franchise conta quattro film prodotti dalla Troma tra il 1984 e il 2000, due documentari prodotti nel 2002 e nel 2017, una serie animata sviluppata tra il 1991 e il 1993, un videogioco, una serie a fumetti, un musical e un reboot previsto per il 2023.

## Film

### Serie originale

#### The Toxic Avenger(1984)
Melvin Ferd è un giovane ragazzo imbranato che lavora nella palestra Health Club, nella città fittizia di Tromaville. Oggetto di scherno da parte dei giovani della palestra, Melvin cade accidentalmente dalla finestra, dopo essere stato umiliato e costretto ad indossare un tutù. Sotto la finestra sosta un tir che trasporta dei barili di rifiuti tossici, dove il giovane sfortunato ne viene a contatto prendendo fuoco e imprecando di dolore mentre si allontana deriso dalla gente. Una volta tornato a casa, Melvin inizia a trasformarsi in un orrendo mostro malformato dalla forza sovraumana. 

Toxic durante l'arrivo in Giappone nel secondo capitolo.

Intanto una banda criminale capitanata da Cigar Face, tenta di corrompere un agente di Polizia, ma quest'ultimi vengono interrotti dall'arrivo del Vendicatore Tossico, che li ferma ingaggiando una violenta lotta. Successivamente rifiutato dalla madre per il suo aspetto, Toxic si rifugerà in una discarica. Dopo aver salvato Sarah (una ragazza cieca) durante una rapina al ristorante messicano, Toxic si prenderà cura di lei innamorandosene. Intanto il sindaco Belgoody, rivelatosi il Capo dei malviventi di Tromaville, inizierà a dare la caccia a Toxic per ucciderlo. Toxic e Sarah si rifugeranno nel bosco per evitare di essere uccisi, ma verranno scovati dal sindaco che ordinerà alla Guardia Nazionale di eliminare il mostro, ma a tutto questo si contrapporrà l'intera città di Tromaville in difesa di Toxic, che ucciderà il sindaco salvando la città.

#### The Toxic Avenger Part II(1989)
A Tromaville regna la serenità e la pace, finché quest'ultima non viene interrotta dall'arrivo della temibile multinazionale Apocalypse Inc., condotta da dei criminali che hanno intenzione di costruire una discarica di rifiuti tossici in città. Convincono così, Toxic a recarsi in Giappone per incontrare suo padre, ed agire indisturbati nel loro piano malvagio. Arrivato nel paese nipponico, Toxic mette in fuga la gente terrorizzata dal suo aspetto e salva da uno stupro Masami, una ragazza che lo aiuterà a ritrovare quello che si pensa essere suo padre, Big Mac Bunko. Grazie ai Tromatons (delle cellule che riescono a riconoscere il male), il Vendicatore Tossico riuscirà a smascherare Big Mac Bunko, che si rivelerà essere uno dei Boss ingaggiati dall'Apocalypse Inc. per eliminare Toxic. Quest'ultimo, dopo aver eliminato vari nemici e Big Mac Bunko, tornerà a Tromaville affranto per non aver conosciuto suo padre. Tornato in città, ormai in preda al panico e schiava dei soprusi dell'Apocalypse Inc., Toxic si renderà conto dell'inganno e interverrà in difesa dei cittadini, liberando Tromaville dalle prepotenze della multinazionale, conoscendo alla fine anche il suo vero padre.

#### The Toxic Avenger Part III: The Last Temptation of Toxie(1989)
Sconfitta l'Apocalypse Inc., a Tromaville e tornata la pace e Toxic vive una vita serena con la sua fidanzata cieca Claire. Quest'ultimo decide così, di cercarsi un impiego per trovare i soldi necessari all'operazione chirurgica, che ridarebbe la vista a Claire, non trovando però, un lavoro adatto alle sue condizioni fisiche sovraumane. In città intanto, e tornata la malvagia Apocalypse Inc. che è disposta ad offrire un lavoro al Vendicatore Tossico come portavoce della società, che accetta a suo malgrado il compromesso per aiutare Claire a pagare la costosissima operazione (347.000$). I criminali dell'Apocalypse Inc. si rimpossessano così della città, per prenderne di nuovo il potere, mentre Toxic gonfio del suo ego non si accorge dell'inganno, intanto Claire dopo l'operazione riacquista la vista e cerca di far ragionare Toxic.
Quest'ultimo si accorgerà di aver commesso un grosso errore firmando il contratto con l'Apocalypse Inc., solo dopo aver visto un gruppo di bambini colmi di odio nei suoi confronti, mentre abbattono un cartellone con la sua figura. A questo punto il Vendicatore Tossico decide di riportare la pace a Tromaville, distruggendo definitivamente l'Apocalypse Inc. presieduta dal Diavolo in persona, che lo coinvolge in una serie di livelli chiamati "The Five Levels of Doom". Tuttavia Toxic riuscirà a superare tutti i livelli e a sconfiggere il Diavolo, riportando la pace in città.

#### Citizen Toxie: The Toxic Avenger IV(2000)
Nella tranquilla cittadina di Tromaville, una faida criminale chiamata Mafia del Pannolino, assale la scuola per Ragazzi Molto Speciali prendendone ostaggi gli studenti. La richiesta dei malviventi è di avere a disposizione una troupe della Bikini TV, per mandare un servizio di sdegno verso la comunità disabile. L'attacco terroristico viene sventato da Toxic è il suo assistente Lardass, che ingurgita l'ordigno esplosivo e i due vengono catapultati tramite un varco tridimensionale, nella cittadina di Amortiville, l'opposto di Tromaville, dove regna la delinquenza e il crimine. Durante l'esplosione del varco temporale, nella cittadina di Tromaville arriva Noxious, l'alter ego malvagio di Toxic che tutti credono quello buono, ma quest'ultimo stacca le braccia ad un agente di Polizia e tutti iniziano a dubitare del Vendicatore Tossico; intanto il sindaco Goldberg mette su una Task force per catturare Toxic, formata dai supereroi Vibrator, Masturbator, Mad Cowboy, l'Uomo Delfino e il sergente Kabukiman.
Nel frattempo Sarah scopre di essere incinta sia di Toxic che di Noxious (che si è approfittato di lei sfruttando la sua cecità), e i due feti iniziano a lottare nella pancia della donna. Dopo aver affrontato i doppi malvagi di Amortiville, il Vendicatore Tossico riesce a tornare a casa per la resa dei conti contro il suo alter ego malvagio Noxious, strappandogli il cuore e disfandosi anche della versione malvagia di Melvin Ferd, uscita dal corpo esanime di Noxious. Alla fine si scopre che Sarah ha dato alla luce un bambino con le sembianze del sergente Kabukiman, ove quest'ultimo, ammette di aver avuto un rapporto sessuale con Sarah quando era ubriaco.

### Documentari

#### Apocalypse Soon: The Making of Citizen Toxie(2002)
Si tratta di un documentario incentrato sul dietro le quinte del quarto ed ultimo capitolo della saga del Vendicatore Tossico, Citizen Toxie: The Toxic Avenger IV uscito nel 2000.

#### Toxic Tutu(2017)
Toxic Tutu è un falso documentario che racconta la storia di Mark Torgl, l'attore che interpretò l'impacciato Melvin Ferd, che fu poi la personificazione del Vendicatore Tossico nella serie cinematografica The Toxic Avenger.

### Reboot

#### The Toxic Avenger(2023)
Il 10 dicembre 2018 vengono acquisiti i diritti cinematografici di The Toxic Avenger dalla Legendary Pictures, per l'avvio di un reboot del film, con a capo della produzione Lloyd Kaufman e Michael Herz. Il 21 marzo 2019 viene affidata la regia e la sceneggiatura del film a Macon Blair. Il ruolo del protagonista viene affidato a Peter Dinklage e successivamente si aggregano al cast anche Jacob Tremblay, Kevin Bacon (nel ruolo del villain), Elijah Wood e Julia Davis.

## Altri media

### Serie animata

#### Toxic Crusaders(1991-1993)
Toxic Crusaders fu una serie animata destinata ad un pubblico minore, composta da 13 episodi e sviluppata dalla Troma tra il 1991 e il 1993, diretta da Lloyd Kaufman. La storia verte intorno alle avventure del Vendicatore Tossico contro la temibile multinazionale Apocalypse Inc, tornata a Tromaville con l'intento di trasformare la città in un cumulo di rifiuti tossici. Nella serie, Toxic non sarà l'unico supereroe in difesa della città, ma verrà aiutato da NoZone, Junkyhard, Headbanger e Major Disaster che formeranno i "Crociati Tossici".

### Fumetti
Dall'aprile del 1991 al febbraio del 1992, sono stati pubblicati dalla Marvel Comics undici numeri dedicati alle gesta del Vendicatore Tossico, dal titolo The Toxic Avenger.

### Videogiochi
Nel 1992 uscì il gioco Toxic Crusaders, basato sull'omonima serie animata e sul film del 1984, The Toxic Avenger, per le console NES, Game Boy e Sega Genesis. Si trattava di un platform picchiaduro a scorrimento, costituito da 6 livelli giocabili nei panni del Vendicatore Tossico.

### Musical
Nel 2008 è stato prodotto un musical rock basato su The Toxic Avenger del 1984.

### Musica
Il disc jockey Simon Delacroix usa lo pseudonimo The Toxic Avenger, in omaggio al primo capitolo della serie divenuto un cult movie.

### Letteratura
- All I Needed to Know About Filmmaking I Learned from the Toxic Avenger è un'autobiografia del regista Lloyd Kaufman scritta da lui e James Gunn nel 1998.
- The Toxic Avenger: The Novel è una trasposizione del film omonimo in formato romanzesco, scritto da Lloyd Kaufman e Adam Jahnke[13].

### Citazioni e riferimenti
Molti prodotti della Troma negli anni, hanno spesso citato la saga de Il Vendicatore Tossico, oppure hanno visto protagonista lo stesso Toxic.
- Il Vendicatore Tossico appare in delle brevi sequenze nei film prodotti dalla Troma, Class of Nuke 'Em High Part II: Subhumanoid Meltdown del 1991 e in Class of Nuke 'Em High 3: The Good, the Bad and the Subhumanoid del 1994.
- Nella serie televisiva The Tromaville Café del 1997, fra gli altri personaggi principali prodotti dalla Troma, vi è anche il Vendicatore Tossico.
- In Terror Firmer il regista cieco Larry Benjamin (interpretato dal regista Lloyd Kaufman) deve dirigere un sequel de Il Vendicatore Tossico.
- Si trovano riferimenti al Vendicatore Tossico anche in Tales from the Crapper del 2004.

## Incassi
Nella tabella sottostante sono indicati gli incassi e il budget utilizzato nella produzione della serie The Toxic Avenger.
| Film                                                            | Stati Uniti | Budget     |
| --------------------------------------------------------------- | ----------- | ---------- |
| The Toxic Avenger (1984)                                        | $800.000    | $500.000   |
| The Toxic Avenger Part II (1989)                                | $792.966    | 2.300.000  |
| The Toxic Avenger Part III: The Last Temptation of Toxie (1989) | $363.561    | $500.000   |
| Citizen Toxie: The Toxic Avenger IV (2000)                      | -           | $500.000   |
| Totale                                                          | $1.156.527  | $3.800.000 |

## Accoglienza
Il primo capitolo riscosse un enorme successo, confermandosi uno dei migliori prodotti della Troma divenuto negli anni, un film di culto fra gli appassionati del genere.
| Film                                                            | Rotten Tomatoes   | Metacritic        |
| --------------------------------------------------------------- | ----------------- | ----------------- |
| The Toxic Avenger (1984)                                        | 70% (20 giudizi)  | 42% (8 giudizi)   |
| The Toxic Avenger Part II (1989)                                | 0% (7 giudizi)    | (nessun giudizio) |
| The Toxic Avenger Part III: The Last Temptation of Toxie (1989) | (nessun giudizio) | (nessun giudizio) |
| Citizen Toxie: The Toxic Avenger IV (2000)                      | 67% (9 giudizi)   | 41% (8 giudizi)   |
| Giudizio medio                                                  | 69%               | 42%               |

## Premi e riconoscimenti
Fantasporto
- 1990 – Candidatura al miglior film per The Toxic Avenger[senza fonte]
- 1990 – Candidatura al miglior film per The Toxic Avenger Part II
- 1991 – Candidatura al miglior film per The Toxic Avenger Part III: The Last Temptation of Toxie

Sitges - Festival internazionale del cinema fantastico della Catalogna
- 2000 – Candidatura al miglior film per Citizen Toxie: The Toxic Avenger IV

FANtastic Horror Film Festival
- 2017 – Miglior attore non protagonista per Toxic Tutu

Lloyd Kaufman
- 2017 – Miglior attrice non protagonista per Toxic Tutu

Genoveva Rossi
- 2017 – Miglior attore in un lungometraggio per Toxic Tutu

Mark Torgl
- 2017 – Candidatura alla miglior commedia per Toxic Tutu

Shock Stock
- 2017 – Premio Triple J per la scelta del giurato per Toxic Tutu

Joe Nardelli